# Sabine Panzram
Sabine Panzram (* 13. April 1970 in Krefeld) ist eine deutsche Althistorikerin.

## Leben und Wirken
Sabine Panzram studierte von 1989 bis 1996 Geschichte, Deutsche und Romanische Philologie an der Universität Freiburg und der Universitat de Barcelona und schloss das Studium mit dem Ersten Staatsexamen ab. 2001 wurde sie an der Universität Münster mit einer von Johannes Hahn betreuten Arbeit zu Stadtbild und Elite. Tarraco, Corduba und Augusta Emerita zwischen Republik und Spätantike promoviert. Panzram war als wissenschaftliche Assistentin zunächst bis 2003 in Münster, dann bis 2007 in Hamburg beschäftigt; dort ist sie seit 2008 unbefristet als Lehrkraft für besondere Aufgaben am Seminar für Alte Geschichte angestellt. Von 2010 bis 2012 führte sie ein am Deutschen Archäologischen Institut in Madrid angesiedeltes Projekt zu „Religion und Politik in der dioecesis Hispaniarum. Hagiographie im Kontext von Städterivalitäten (4.–7. Jh.)“ durch. 2013 habilitierte sie sich an der Universität Hamburg mit einer Studie zu Christentum ohne Kirche. Zur Genese einer Institution in der dioecesis Hispaniarum. Die Arbeit blieb unveröffentlicht.
2016/2017 nahm Panzram eine Vertretungsprofessur an der Universität Tübingen wahr, wobei sie Mischa Meier vertrat. Im September 2017 wurde sie in Hamburg zur außerplanmäßigen Professorin für Alte Geschichte ernannt. 2018/2019 nahm sie ein Marie Curie Senior Fellowship an der Casa de Velázquez – Académie de France à Madrid wahr. Seit April 2020 ist sie Sprecherin des Center for Advanced Studies RomanIslam – Center for Compared Empire and Transcultural Studies (DFG-Förderung). Vom April 2022 bis zum März 2023 war sie Gastprofessorin an der Sorbonne.
Panzrams Forschungsschwerpunkte bilden die Iberische Halbinsel und die Lebenswelt „Stadt“ in der römischen Kaiserzeit; daneben publiziert sie zur weströmischen Geschichte in der Spätantike (4. bis 7. Jh.), Antikenrezeption im 16.–18. Jh. und „Neuen Medien in der Alten Geschichte“. Seit 2010 leitet sie gemeinsam mit dem klassischen Archäologen Markus Trunk (Universität Trier) Toletum, ein interdisziplinäres Netzwerk zur Erforschung der Iberischen Halbinsel in der Antike für Nachwuchswissenschaftler. Sie arbeitet mit verschiedenen außeruniversitären Forschungsinstitutionen wie der Real Academia de la Historia (Madrid) und dem Consejo Superior de Investigaciones Científicas zusammen.
Panzram ist korrespondierendes Mitglied des Deutschen Archäologischen Instituts und gehört dem wissenschaftlichen Beirat diverser deutscher, spanischer und lateinamerikanischer Fachzeitschriften wie den Mitteilungen des Deutschen Archäologischen Instituts (Madrid), Romula (Sevilla) oder dem Anuario de la Escuela de Historia Virtual (Córdoba/Arg.) an. Seit Ende 2019 gehört sie zum Herausgebergremium der Historia. Sie fungiert zudem als Fachredakteurin bei sehepunkte.

## Schriften (Auswahl)
Monographien
- (mit Dominik Kloss) Die 50 bekanntesten archäologischen Stätten in Spanien. Nünnerich-Asmus Verlag, Oppenheim 2022, ISBN 978-3-96176-180-7.
- Christentum ohne Kirche. Zur Genese einer Institution in der dioecesis Hispaniarum (4.–7. Jh.). Hamburg 2013 (unpublizierte Habilitationsschrift).
- Stadtbild und Elite. Tarraco, Corduba und Augusta Emerita zwischen Republik und Spätantike (= Historia Einzelschriften. Band 161). Steiner, Stuttgart 2002, ISBN 3-515-08039-2.
- mit Katharina Knie, Lorenzo Livorsi und Rocco Selvaggi: Iberia Pontificia. Band VII: Hispania Romana et Visigothica (= Regesta Pontificum Romanorum). Vandenhoeck & Ruprecht, Göttingen 2022, ISBN 978-3-525-35229-8.

Herausgeberschaft
- mit Pablo Poveda Arias: Bishops under Threat. Contexts and Episcopal Strategies in the Late Antique and Early Medieval West, de Gruyter, Berlin 2023.
- mit Paulo Pachá: The Visigothic Kingdom. The Negotiation of Power in Post-Roman lberia. Amsterdam University Press, Amsterdam 2020.
- mit Laurent Brassous: El espacio provincial en la Península Ibérica (Antigüedad tardía – Alta Edad Media) / L’espace provincial dans la péninsule Ibérique (Antiquité tardive – Haut Moyen Âge) (= Mélanges de la Casa de Velázquez. Nouvelle série. Band 49.2). Madrid 2019.
- The Power of Cities: The Iberian Peninsula from Late Antiquity to the Early Modern Period (= The Medieval and Early Modern Iberian World. Band 70). Brill, Leiden/Boston 2019.
- mit Laurent Callegarin: Entre civitas y madina. El mundo de las ciudades en la Península Ibérica y en el norte de África (ss. IV–IX) (= Collection de la Casa de Velázquez. Band 167). Casa de Velázquez, Madrid 2018, ISBN 978-84-9096-216-9.
- Oppidum – civitas – urbs. Städteforschung auf der Iberischen Halbinsel zwischen Rom und al-Andalus (= Geschichte und Kultur der Iberischen Welt. Band 13). Lit, Berlin/Münster/Wien/Zürich 2017, ISBN 978-3-643-13750-0.

Mitherausgegebene Reihen und Zeitschriften
- Zeitschrift: Historia – Zeitschrift für Alte Geschichte (mit Kai Brodersen, Christelle Fischer-Bovet, Henriette van der Blom, Mischa Meier, Hans van Wees; Franz Steiner Verlag, Stuttgart)
- Zeitschrift: REUDAR. European Journal of Roman Architecture (mit Jacopo Bonetto, Emmanuelle Rosso, Antonio Monterroso Checa; Universidad de Córdoba, Cordoba)
- Schriftenreihe: The Medieval and Early Modern Iberian World (mit Larry Simon, Gerard Wiegers, Isidro Rivera, Mercedes García Arenal, Montserrat Piera; Brill, Leiden/Boston)
- Schriftenreihe: Geschichte und Kultur der Iberischen Welt (mit Walther L. Bernecker, Klaus Herbers, Nikolas Jaspert, Matthias Maser, Ludwig Vones; LIT-Verlag, Münster et al.)
- Schriftenreihe: Hamburger Studien zu Gesellschaften und Kulturen der Vormoderne (mit Alessandro Bausi, Christian Brockmann, Christine Büchner, Christoph Dartmann et al.; Franz Steiner Verlag, Stuttgart)